# Ketambea
Ketambea is een geslacht van spinnen uit de familie hangmatspinnen (Linyphiidae).

## Soorten
De volgende soorten zijn bij het geslacht ingedeeld:
- Ketambea permixta Millidge & Russell-Smith, 1992
- Ketambea rostrata Millidge & Russell-Smith, 1992
- Ketambea vermiformis Millidge & Russell-Smith, 1992